# まりこふん
まりこふん（英字表記:Marikofun）は日本の歌手、シンガーソングライター、古墳研究家。

## 人物
古墳時代（3世紀後半から7世紀）に日本各地に築造された前方後円墳や円墳・方墳などの古墳を、延べ3000基以上取材し「古墳はかわいい」という独自の視点を通して「堅苦しい古墳をカジュアルな印象にしたい」として、様々な啓蒙活動に取り組み、古墳に関する紀行番組や講演などを中心に数多く活動している。
2013年（平成25年）、「古墳にコーフン協会」初代会長に就任。巫女型埴輪をイメージした衣装を身にまとい、シンガーソングライターとしても活動している。

## 経歴

### 生い立ち
フォークシンガーの両親の元で生まれ、埼玉県久喜市で育った。両親の影響で幼少期から音楽環境に育まれ、ピアノと声楽を習得した。高校時代から本格的にプロを目指すようになる。高校卒業後は国立音楽院、音楽学校メーザー・ハウスで作曲の基本を学ぶとともに、イギリスへ音楽留学しボーカルの技術を習得した。音楽学校卒業後はヤマハ音楽教室でボーカル講師になるとともにホテルやJAZZBar、ライブハウスなどで歌手として活動していた。
幼少期に埼玉県行田市にあるさきたま古墳群へ遠足で行ったことがある。その時は古墳にのぼれ、古墳の上でお弁当を食べたと記憶している。この当時はまだ古墳にはハマっていなかった。

### MARIとしての活動
デビュー当初はまりこふんではなくMARIという名前でシンガーとして活動していた。
ウルフルケイスケのソロ活動のTHE GO GO GO'S 『Smile&Destroy』のレコーディングに参加、CMソングのレコーディングに参加、「地獄極楽巡りのテーマパーク 伊豆極楽苑」の公式テーマソングを歌う(作詞・作曲・編曲・歌)。そのほか、アナアキイズでのVo&Key、ダンボール・バットのコーラスサポート、ED WOODSのレコーディングに参加、AS BROTHERSのレコーディングに参加、デッドバンビーズのレコーディングに参加していた。
2010年に約10年間活動休止していた「Black&Blue」の活動を再開。女性達が心に抱く「恨み」「憎しみ」「嫉妬」「復讐」「愛」などの情念を音楽を通して現代にも伝えていきたいと唄っている。時にはサポートメンバーやゲストミュージシャンを迎え、バンドバージョンとしても活動していた。

### 古墳との出会い
2006年、深夜に放送されていたアニメ『古墳GALのコフィー』を観たことが古墳に興味をもつきっかけとなる。興味を持った理由としてコフィーが可愛いということもあったが、観ていくうちに古墳用語が気になり、色々と調べていくうちに本物の古墳を観たくなり、一人でどんどん観に行くようになった。学生の頃は古墳っていうと堅苦しいイメージでとっつきにくかったが、コフィーを観た途端にイメージが一転した。

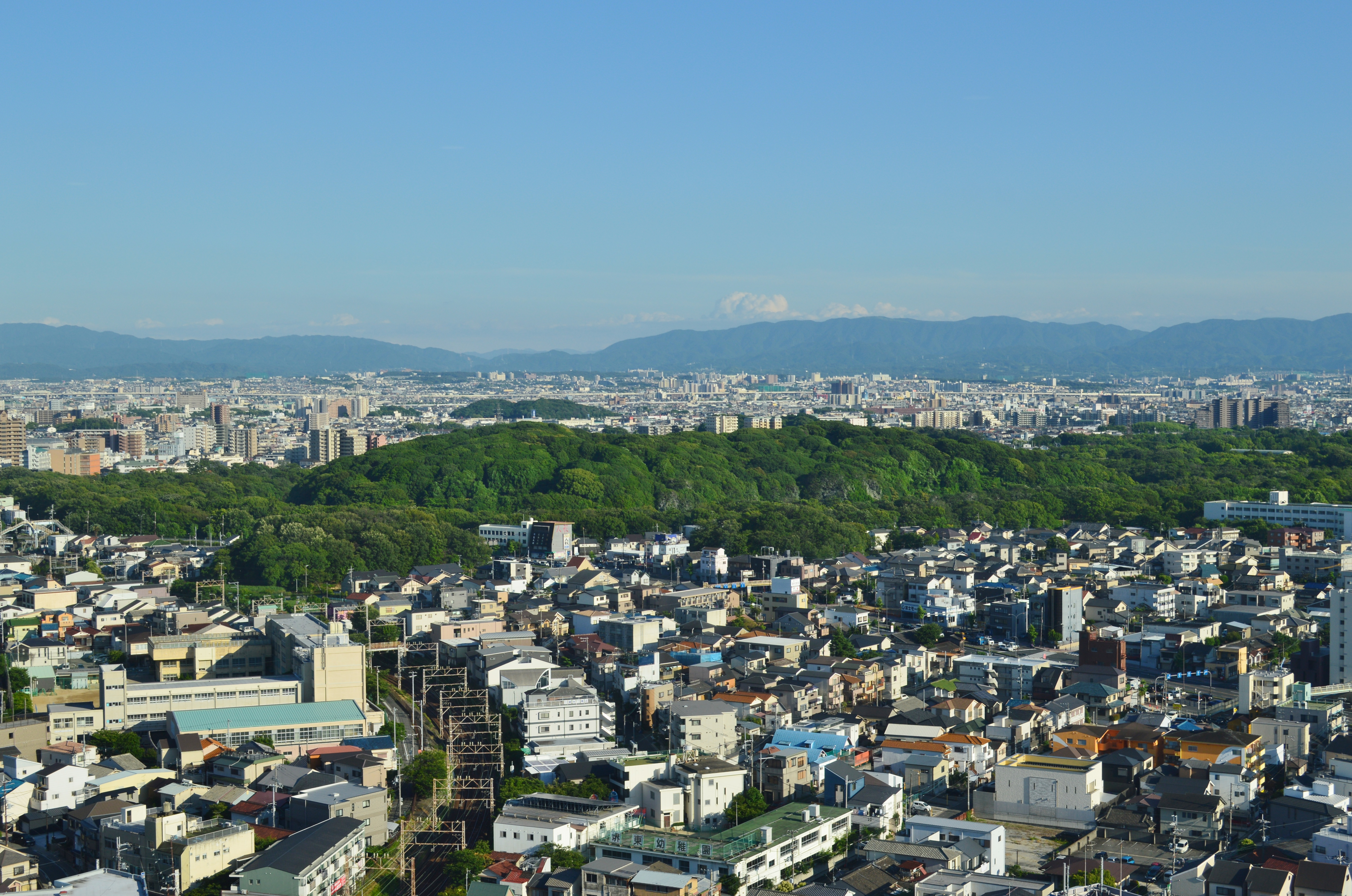
大仙陵古墳の墳丘全景堺市役所21F展望ロビーより。

2007年、ライブで大阪へ行った時に観光で大仙陵古墳に行き、「本物の前方後円墳って、どんなものだろう?」とワクワクしていた。しかし、巨大すぎてまったくわからず、森にしか見えなかったが、近くの博物館で大仙陵古墳が世界3大墳墓の一つであり、面積では世界最大ということを知って驚く。世界三大墳墓のうち、エジプトのピラミッド、秦の始皇帝陵と扱いが全然違うと感じた。その2つは世界遺産にもなっており（2019年から大仙陵古墳も世界遺産に登録されたがこの当時は登録されていない）、かたや大仙古墳は世界一大きい墳墓なのに誰も興味もっておらず、これは悔しいと感じた。それから古墳に興味を持つようになった。帰りの阪和線で「こんなに近くにいるのにあなたに会えない」というフレーズが降りてきて、何十分かのあいだに歌詞とメロディーが完成して帰りの新幹線の中で「麗しの仁徳陵」という古墳ブルース第一弾ができた。その後、まりこふんとして活動を開始する。

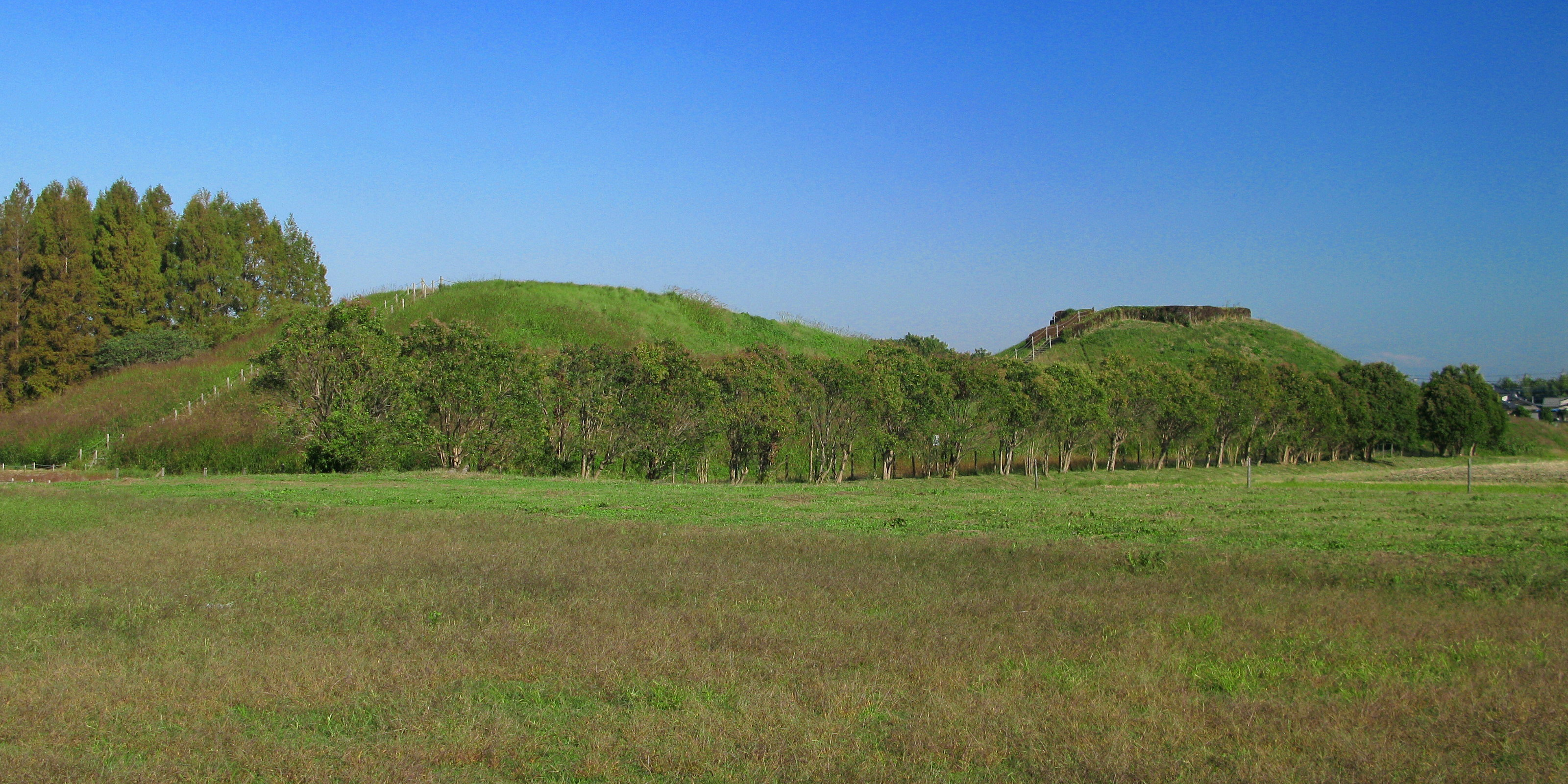
埼玉古墳群の稲荷山古墳の墳丘全景

その後、2007年頃から2008年頃の期間に古墳が好きになり始める。幼少期に遠足で行った埼玉古墳群に久々に行ってみると、横からみても前方後円墳の形がわかることを知る。大仙陵古墳は近くにいても（墳丘に）会えなかったが、埼玉古墳群は古墳の上に登れたため、「もう古墳の近くに来れたぞ～」と言って悔しい思いのおかげで感動した。その後、ライブで全国を回るたびに、古墳を見て歩くようになる。それまでは歴史も嫌いでまったく興味がなかった。しかし、埴輪を設計する人や古墳を設計する人、石工職人などの古墳まわりの人が好きになり、それを妄想するのが好きになる。また、古墳を守ってきた周辺住民など、町単位で好きになる。
他の古墳はどうなっているのか調べると、古墳が全国に16万基もあることを知り、その数に驚愕する。形もたくさんあることを知り、「ヤバい、この形見てみたい」と、音楽ツアーで行く土地土地で巡るようになる。その後は徐々に「この古墳に行きたいから、ここでツアーを組もう」となり、古墳がメインになっていった。

### 古墳ブームの発生と発展

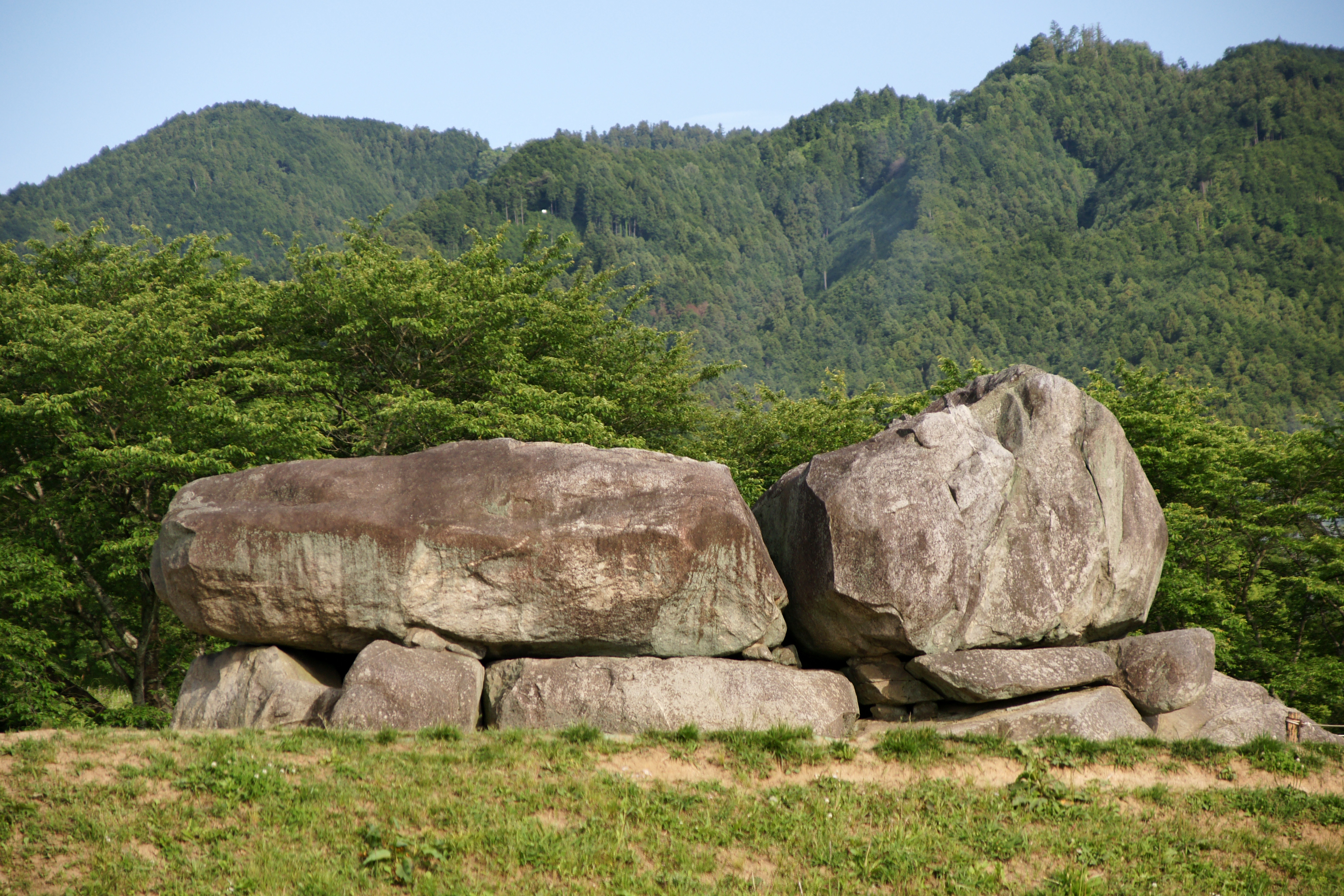
石舞台古墳

2010年頃から古墳の歌を歌うシンガーソングライターとして各地のイベントに出演するようになる。2010年末、巨大な横穴式石室で有名な石舞台古墳（奈良県明日香村）を訪ねた時の印象を元に「遥かなる石舞台」という曲を作る。
2011年3月2日、読売新聞に世界初の「古墳ブルース」を歌うまりこふんとしての活動が掲載され、これがメディア初出となる。その後、2011年にNHKニュース9で取り上げられたあたりから古墳ブームを実感する。
2012年頃、奈良のイベントで古墳の唄を歌っていると「うちの近くに、なになに古墳ってあるんだよ」と言っていままで古墳にまったく注目してこなかった人が自慢してきた。それが嬉しく、今までは「わたしはいつも古墳からもらうばかりで、古墳のためにわたしが出来ることって、そんなにない」と思っていたが、これは古墳の役に立ててるかもと思い始めた。古墳イベントをしたり古墳ソングを歌っているうちに「あの古墳行ってみました、すごいですね」と古墳好きになってくれる人が増えてきた。そんな様子をインターネットにアップロードしていくうちに、隠れ古墳好きたちがメッセージをくれた。
誰にもいえず1人で古墳を巡ってる人たちが、全国各地にもともといた。「ほんとうにありがとうございます。まりこふんさんが大声で古墳が好きだと言ってくれるので、わたしもこれからは堂々と古墳めぐりができます」という人が結構いたことを知る。「古墳が好きだ」というと変なやつだと思われるから黙っていた人を見てきた。そういう人は男女問わずいた。古墳ばかり撮っている男性カメラマンからは「まりこふんさんの活動がきっかけで、古墳写真の個展をひらくことにしました！」と言われたこともあった。古墳にコーフン協会はこれらの出来事が重なったきっかけで設立に至る。設立後は少しずつ古墳好き同士のネットワークが広がっていった。
2013年1月に古墳をゆるく楽しく愛でるをモットーに「古墳にコーフン協会」を設立、会長を務める。

### 古墳にコーフン協会の設立後

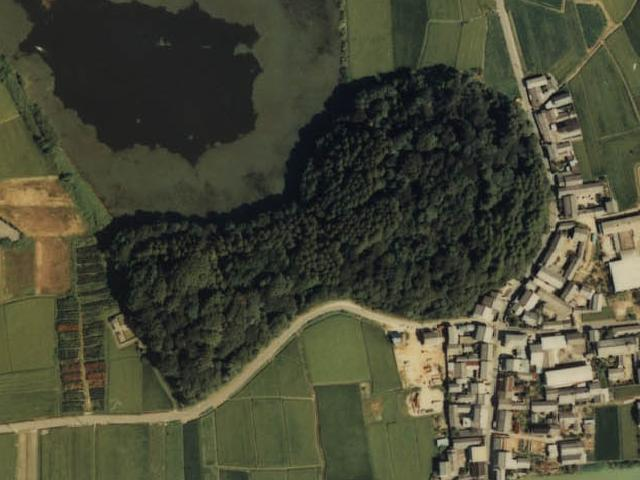
箸墓古墳

奈良県桜井市箸墓古墳に立ち入り調査が入った2013年2月20日のNHKニュースウオッチ9にて、古墳ブームが紹介された。この番組で古墳ソングを歌うシンガーソングライターとしてまりこふんが生出演、即興で歌を披露し、SNS などで大きな反響があった。これが古墳ブームの火付け役となり全国ネットで報道されて注目を集めるようになった。
2014年4月25日にまりこふん初の著書である『まりこふんの古墳ブック』( 山と渓谷社 ) が出版された。これが古墳を学術的な観点からではなく、「かわいい」という観点から紹介したことから注目を浴び、主に女性に大きな影響を与えた。古墳ブームが来る前は古墳のことを知りたいって思っても仏像みたいに女の子が読むようなわかりやすい本が無かった。ものすごい難しい学術的なものしかなくて読んでもまったくわからなかった。そのため、いつかわかりやすい古墳本が書けたらいいなと思っていた。その経験が「まりこふんの古墳ブック」と「古墳の歩き方」を出版するきっかけとなる。
2014年からはとバス主催の「まりこふんと行く古墳バスツアー」を毎年開催。
2017年11月27日のインタビューでは、古墳に対する興味を持つ人がもっと増えること、古墳が地方活性化に活用され、同時にその地域の人たちが自分の地元の古墳について知ることが重要である。また同時に世界に古墳の魅力を発信することも必要。学術的なものを排除するというわけではなく、学術的ではない方向からのアプローチも必要であるということで、専門家にとっても「古墳へのハードルを下げること」が課題であると話す。

## 著書
- 『まりこふんの古墳ブック』(2014年4月25日、山と渓谷社、ISBN 9784635202190)
- 『古墳の歩き方』(2014年5月1日、扶桑社、ISBN 9784594070465)
- 『東京古墳散歩』(2014年11月18日、徳間書店、ISBN 9784198638832、ヨザワマイ共著)
- 『奈良の古墳』(2015年9年1日、淡交社、ISBN 9784473040435)
- 『はにわ』(2016年9月10日、株式会社青月社、ISBN 9784810913071)
- 『出雲の古墳アドベンチャー』(2017年10月15日、今井印刷、ISBN 9784866110974)

## 楽曲

### 1stアルバム 古墳deコーフン!
|    | タイトル                         |
| -- | -------------------------------- |
| 01 | 古墳deコーフン!                  |
| 02 | 箸墓古墳の歌~卑弥呼★ShiningStar~ |
| 03 | 遥かなる石舞台                   |
| 04 | キトラ永遠に…                    |
| 05 | オブサンベイベー                 |
| 06 | さきたまの悲劇 partI             |
| 07 | 麗しの仁徳陵                     |
| 08 | ハニワのブルース                 |

### 2ndアルバム 装飾古墳
|    | タイトル             |
| -- | -------------------- |
| 01 | K.O.F.U.N.!          |
| 02 | 装飾古墳             |
| 03 | 新原・奴山古墳群の歌 |
| 04 | 熊野神社古墳の歌     |
| 05 | 大安場古墳の歌       |
| 06 | しだみこぷんぷん     |
| 07 | イキイキ! 生目古墳群 |
| 08 | come come*はにコット |
| 09 | 仁徳陵に逢いたくて   |

### 3rdアルバム It’s 埋葬る

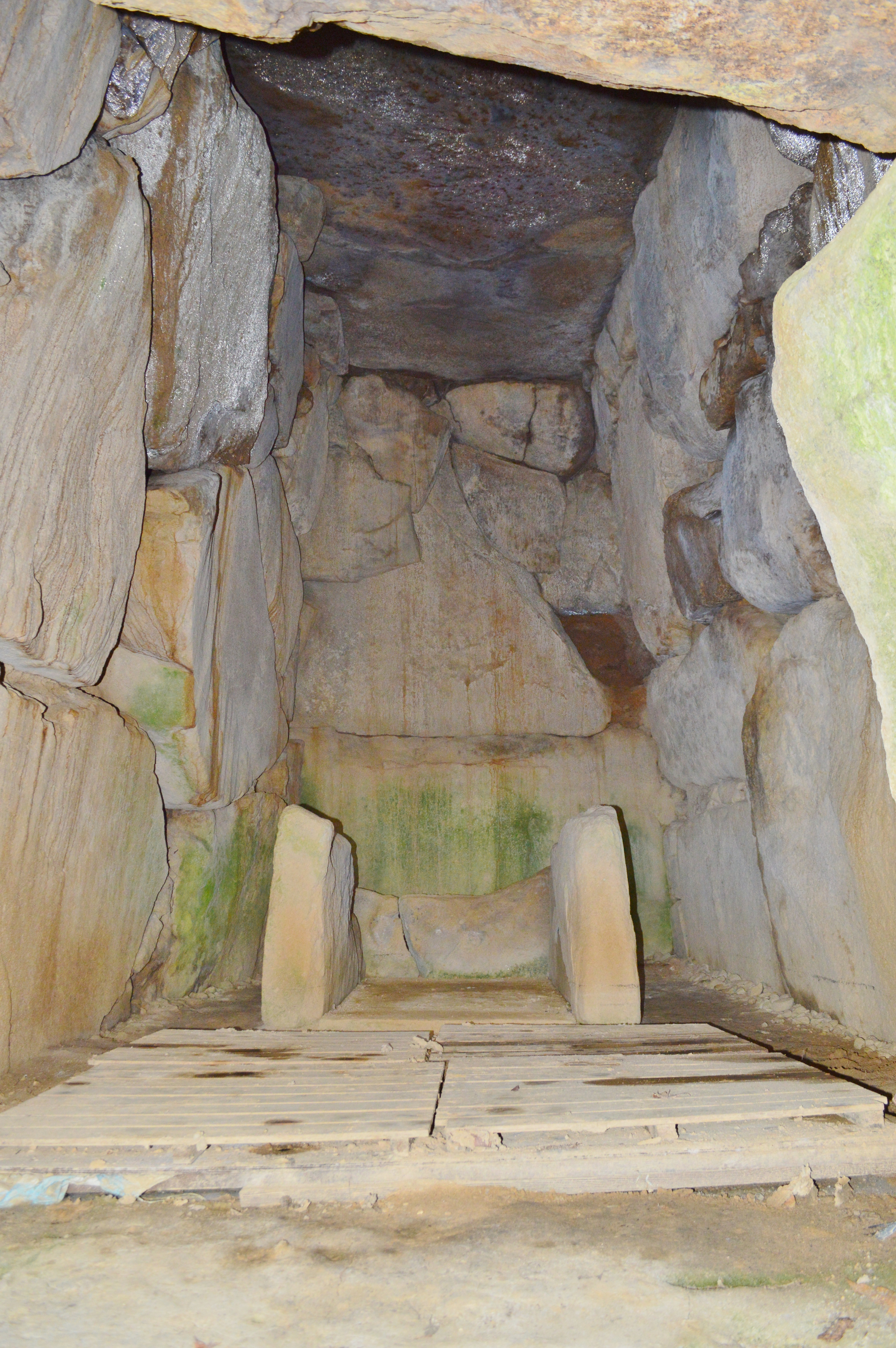
烏土塚古墳 石室玄室

ロケ地（ロケーション撮影の場所）は奈良県生駒郡平群町の烏土塚古墳。
|    | タイトル             |
| -- | -------------------- |
| 01 | 古墳コレクション     |
| 02 | 中の山トレマーズ古墳 |
| 03 | はにごんのタンゴ     |
| 04 | 見野古墳ブルース     |
| 05 | 続・キトラ永遠に…    |
| 06 | 塚廻り★Dancing       |
| 07 | 観音塚deサンバ       |
| 08 | 天王山塚ブランコ墳   |
| 09 | It's 埋葬る          |

### シングル 考古★検定
- 『考古検定過去問題集　新版』(2016年1月1日、公益社団法人日本文化財保護協会、ISBN 9784990785611)

|    | タイトル                        |
| -- | ------------------------------- |
| 01 | 考古★検定                       |
| 02 | 考古★検定～カラオケバージョン～ |
| 03 | 考古★検定～スタディバージョン～ |

## 放送
- 『NHKマイあさラジオ』（NHKラジオ第1放送=東京・山梨・長野・新潟県内向け）「歴史を探しに」ナビゲーター（古墳担当の週）

## ライブ
| 開催日                  | イベント名                                                                                                   | 出典   |
| 2022年11月27日          | 古墳フェス はにコット vol.11                                                                                 | [ 16 ] |
| 2022年11月13日          | 第46回狛江市民まつり                                                                                         | [ 17 ] |
| 2022年11月12日          | JOYOエコミュージアム 市制施行50周年記念特別展関連事業                                                        | [ 18 ] |
| 2022年10月8日           | 『シマネジェットフェス・ヤマタノオロチライジング2022』／島根                                                 | [ 19 ] |
| 2022年10月1日・2日      | 大安場史跡公園古墳まつり秋／福島                                                                             | [ 20 ] |
| 2022年6月16日（告知日） | 文化財de文化祭 in 東山古墳群（長野県上田市）                                                                 | [ 21 ] |
| 2022年2月26日           | 新潮講座『古墳にコーフン！ まりこふんライブ&古墳トーク Stage 3』／東京                                       | [ 22 ] |
| 2021年11月14日          | 第45回狛江市民まつり／東京                                                                                   | [ 23 ] |
| 2021年11月21日配信      | 古墳フェス はにコット vol.10 in 17LIVE                                                                       | [ 24 ] |
| 2021年11月27日          | 新潮講座『古墳にコーフン！ まりこふんライブ&古墳トーク Stage2』／東京                                        | [ 25 ] |
| 2021年10月9日           | 『シマネジェットフェス・ヤマタノオロチライジング2021』／島根                                                 | [ 26 ] |
| 2021年10月2日・3日      | 大安場史跡公園古墳まつり秋／福島                                                                             | [ 27 ] |
| 2021年8月28日           | 『世田谷区の古墳にコーフン講座&まりこふんライブ』／東京                                                      | [ 28 ] |
| 2021年8月7日            | 新潮講座『古墳にコーフン! まりこふんライブ&古墳トーク』／東京                                                | [ 29 ] |
| 2020年11月1日           | まりこふん×イチキ游子【ふたり古墳まつり】                                                                    | [ 30 ] |
| 2020年9月26日           | シマネジェットフェス2020 ヤマタノオロチライジング ～世界とつながるゼBABY!                                    | [ 31 ] |
| 2019年11月17日          | come come* はにコット vol.9／大阪                                                                            | [ 32 ] |
| 2019年10月20日          | 第12回 野毛古墳まつり／東京                                                                                  | [ 33 ] |
| 2019年9月22日・23日     | 『第1回卑弥呼フェス』／徳島                                                                                  | [ 34 ] |
| 2019年7月31日〜         | 『古墳はにわフェス』／大阪                                                                                   | [ 35 ] |
| 2019年8月1日            | なんだこれは?!真夏の大コーフン企画! 縄文&古墳ナイト ～地酒とご当地グルメで楽しむ大地の鼓動～／東京           | [ 36 ] |
| 2019年7月15日           | 古墳群のある町行田の歴史フォーラム／埼玉                                                                     | [ 37 ] |
| 2019年6月2日            | 群馬古墳フェスタ2019／群馬                                                                                   | [ 38 ] |
| 2019年5月18日           | 第3回みやざき生目古墳まつり／宮崎                                                                            | [ 39 ] |
| 2019年3月30日・31日     | 体感!しだみ古墳群ミュージアム オープニングイベント／愛知                                                     | [ 40 ] |
| 2018年11月18日          | come come* はにコット vol.8／大阪                                                                            | [ 41 ] |
| 2018年10月26日・27日    | 卑弥呼博覧会 ～プレミアムなワンディ～／大分                                                                  | [ 42 ] |
| 2018年10月21日          | 第11回 野毛古墳まつり／東京                                                                                  | [ 43 ] |
| 2018年10月13日・14日    | 第九回 武蔵府中熊野神社古墳まつり／東京                                                                      | [ 44 ] |
| 2018年10月7日・8日      | 大安場史跡公園古墳まつり秋／福島                                                                             | [ 45 ] |
| 2018年9月29日           | 『シマネジェットフェス・ヤマタノオロチライジング2018』／島根                                                 | [ 46 ] |
| 2018年8月1日〜          | 『古墳・はにわフェス2 in うめだ阪急百貨店』／大阪                                                            | [ 47 ] |
| 2018年4月21日           | 国史跡 摩利支天塚・琵琶塚古墳資料館完成オープニングイベント／栃木                                            | [ 48 ] |
| 2018年5月3日・4日       | 第30回 山梨県甲斐風土記の丘 こどもまつり／山梨                                                               | [ 49 ] |
| 2017年11月5日           | 『市民の集い 城野遺跡公園の実現へ』／福岡                                                                    | [ 50 ] |
| 2017年11月26日          | come come* はにコット vol.7／大阪                                                                            | [ 51 ] |
| 2017年11月19日          | 第6回古代東国文化サミット／群馬                                                                              | [ 52 ] |
| 2017年10月15日          | 第10回 野毛古墳まつり／東京                                                                                  | [ 53 ] |
| 2017年10月8日           | 【まりこふん&理事長伊藤が登壇】考古学講座『古墳の楽しみ方 まりこふんトーク&ライブ』／千葉                    | [ 54 ] |
| 2017年8月2日〜          | 【8月6日にはまりこふんライブあり】古墳・はにわフェス（阪急うめだスーク中央街区）／大阪                       | [ 55 ] |
| 2017年7月29日・30日     | 大安場史跡公園古墳まつり夏／福島                                                                             | [ 56 ] |
| 2017年10月7日           | シマネジェットフェス SHIMANE JETT FES ヤマタノオロチライジング2017／島根                                     | [ 57 ] |
| 2017年5月5日            | 第42回はびきの市民フェスティバル「白鳥伝説はびきの祭」 in 峰塚公園／大阪                                     | [ 58 ] |
| 2017年5月20日           | 第1回みやざき生目古墳まつり／宮崎                                                                            | [ 59 ] |
| 2017年4月1日            | USA古墳・桜まつり／大分                                                                                      | [ 60 ] |
| 2016年11月23日          | 生目古墳群DEフェスタ2016／宮崎                                                                               | [ 61 ] |
| 2016年10月29日・30日    | 岩櫃城 忍びの乱 〜東吾妻歴史魅力 アゲアゲの陣〜／群馬                                                        | [ 62 ] |
| 2016年11月20日          | 第6回come come*はにコット／大阪                                                                              | [ 63 ] |
| 2016年10月8日・9日      | 第七回武蔵府中熊野神社古墳まつり／東京                                                                       | [ 64 ] |
| 2016年9月18日・19日     | 大安場史跡公園 古墳まつり秋／福島                                                                            | [ 65 ] |
| 2016年7月23日           | いせきんぐ宗像周年祭／福岡                                                                                   | [ 66 ] |
| 2016年6月19日           | 百舌鳥・古市古墳群フリートークイベント『最強のパワースポット!?百舌鳥・古市古墳群、世界文化遺産への道』／東京 | [ 67 ] |
| 2016年4月23日           | 宮澤やすみ and The Buttz（ザ・ブッツ） 1stアルバム『Ash-La La La』発売記念コンサート／東京                   | [ 68 ] |
| 2016年3月18日・20日     | SXSW（サウス・バイ・サウス・ウエスト）アメリカ合衆国テキサス州オースティン／アメリカ                         | [ 69 ] |
| 2016年2月7日            | 古墳にコーフン協会トークライブ!他イベント多数／東京                                                          | [ 70 ] |
| 2016年1月24日           | 特別プログラム「はにわんわんも『古墳deコーフン』たいけん!」と「まりこふんライブ」／東京                      | [ 71 ] |